# 畑中摩美
畑中摩美（はたなか まみ）は、日本のシンガーソングライター、ラジオパーソナリティー。愛称は、マミノス。静岡県浜松市出身。

## 来歴
中学生のとき、ギターを購入したことがきっかけとなって、音楽活動を開始。高校では、バンド活動や弾き語りの活動を行う。
高校卒業後、シンガーソングライターを目指して上京し、専門学校のバンタンに入学。
1999年にポリスターのオーディションに合格し、ミニアルバム『ひと粒のワタシ』でデビュー。収録曲の「ヒエタユビワ」が大阪FM802でヘビーローテーション曲となり、話題を呼ぶ。

2003年には鳥山雄司プロデュースによるセカンドミニアルバム『白い花が秘めるもの』をブロー・ウィンド・レコードから発売する。
その後、デビュー10周年を機に浜松市へ拠点を移し、静岡県、東京都を中心に全国各地でライブ活動を行う。

2011年、K-mix（静岡エフエム）の「神谷幸恵の独立宣言ザ★オーディションVol.3」にて楽曲「充電」を歌い、グランプリを受賞。それがきっかけとなってミニアルバム『マミノス』を発売する。
2012年にはロベルト・レゴナッチのプロデュースにより、ミニアルバム『せっけんのうた』をカラーマークミュージックから発売。ミュージカル映画『プレイヤーズ!!』にも出演を果たす。島村楽器主催のコンテスト『録音れコン2012』では、楽曲「カタオモイ」でベストヴォーカル賞を受賞した。
2013年からは、K-mix（静岡エフエム）にてパーソナリティを務める番組『畑中摩美のまみの「す」』を開始する。
また、配信にて発売した「愛しい気持ち」が近畿司法書士会連合会CMソングに起用された。
2014年に発売したシングル「レディバード」は、自身初のロックナンバーであり、ホテルセンチュリー静岡ブライダルフェアCMソングに起用されて話題を呼んだ。
2015年、鈴木研一郎監督によるミュージカル映画『ハローゼア』に出演。
2016年には、待望のファーストフルアルバム『トゲノハナ』を発売。さらに、新曲「夢の地図」がマストレのCM曲に起用される。
2017年、シングル「あなたと私のいつものはなし」がサカイ引越センター「転勤篇」のCMソングに起用される。

また、YouTube上で開催された作詞作曲企画『君が、作詞作曲してみな！「ASKAのFellowsを、私が作ってみた」』で発表した楽曲「The One」が約400曲中3位の視聴数を記録し、Amazonで発売中のCDが軒並み売り切れとなる現象が起きた。
2018年9月からは、作品配信サイトnoteで、新曲を関連エッセイや写真集等とセットで発売していく新企画を開始した。
2019年10月には、なゆた・浜北にて、数多くの店舗を招いたマルシェとコンサートを合体させた大規模なデビュー20周年感謝祭『まみの実りの音楽祭』を開催した。

## 人物
- ライブ活動は、主にギターの弾き語りで行う。ギターと声で、絵を描くように、そこに世界をつくるというコンセプトを持ち、自らを【ギター弾き語りシンガーソングペインター】と名乗っている[8]。
- 影響を受けたミュージシャンは、クイーン、フレディ・マーキュリー、レジーナ・スペクター、ASKA。
- ミュージシャン以外では、作家の吉本ばなな、銀色夏生[9]。
- イラスト制作が趣味で、自身のCDジャケットデザインを手掛けることもある。
- 第44回MOEイラスト・絵本大賞では、自らの作品『ことばのムシ』が期待賞を受賞している。ペンネームは、愛称の「マミノス」で応募したが、審査員に読み間違えられて受賞者名は「マシノス」であった。
- YouTubeでは映画監督鈴木研一郎とともに、面白企画と楽曲PRを融合させたバラエティ番組「畑中まみちゃんねる」を配信している。

## ディスコグラフィー

### シングル
| 発売日     | タイトル                   |
| ---------- | -------------------------- |
| 2012/3/25  | カケラ                     |
| 2013/3/23  | マミーズホーム             |
| 2013/8/12  | うたたね                   |
| 2013/9/21  | マシューのうた             |
| 2013/11/22 | Ringing Tree               |
| 2014/2/8   | お砂糖のドレイ             |
| 2014/7/2   | レディバード               |
| 2017/1/28  | あなたと私のいつものはなし |
| 2019/10/22 | 絶景／育ちはじめた愛を     |
| 2021/2/3   | 細胞のうた                 |

### 配信シングル
| 発売日    | タイトル |
| --------- | -------- |
| 2023/8/26 | 呼応     |

### アルバム

#### オリジナルアルバム
|     | 発売日    | タイトル   |
| --- | --------- | ---------- |
| 1st | 2016/1/11 | トゲノハナ |

#### ミニアルバム
|     | 発売日     | タイトル           |
| --- | ---------- | ------------------ |
| 1st | 1999/12/1  | ひと粒のワタシ     |
| 2nd | 2003/10/29 | 白い花が秘めるもの |
| 3rd | 2011/9/1   | マミノス           |
| 4th | 2012/12/13 | せっけんのうた     |

### タイアップ
| 楽曲                       | タイアップ                                     |
| -------------------------- | ---------------------------------------------- |
| 愛しい気持ち               | 近畿司法書士会連合会CMソング                   |
| レディバード               | ホテルセンチュリー静岡ブライダルフェアCMソング |
| 夢の地図                   | 不動産会社マストレCMソング                     |
| あなたと私のいつものはなし | サカイ引越センター「転勤篇」CMソング           |

## ラジオパーソナリティ
- 畑中摩美のまみの「す」（2013年1月 - 2022年11月、K-mix（静岡エフエム）)

## 映画出演
- ミュージカル映画『プレイヤーズ!!』(2012年)
- ミュージカル映画『ハローゼア』(2015年)

## その他
- 出世大名家康くん観光PRムービー「何が待つハママツ」主演（2017年）[10]
- 総合学園ヒューマンアカデミー静岡校講師